# أمستل (شركة جعة)
أمشتل (بالهولندية: Amstel) وهي شركة هولندية لصنع الجعة تأسست هذه الشركة في سنة 1870 في مدينة أمستردام في هولندا، مقرها حاليا يقع في بلدة زوتروودي.